# إيليزا ناثانيل
إيليزا ناثانيل (بالإندونيسية: Eliza Nathanael) هي لاعبة كرة الريشة إندونيسية، ولدت في 27 مايو 1973.

## وصلات خارجية
- إيليزا ناثانيل على موقع BWF.tournamentsoftware.com (الإنجليزية)
- إيليزا ناثانيل على موقع BWFbadminton.com (الإنجليزية)
- إيليزا ناثانيل على موقع اللجنة الأولمبية الدولية (الإنجليزية)
- إيليزا ناثانيل على موقع أوليمبيديا (الإنجليزية)